# 羽島市立桑原学園
羽島市立桑原学園（はしましりつ くわばらがくえん）は、岐阜県羽島市にある公立の義務教育学校。

## 概要
- 大野郡白川村の白川村立白川郷学園と並び、岐阜県で初めての義務教育学校として2017年（平成29年）4月に開校。
- 小学校に該当する6年間を前期課程、中学校に該当する3年間を後期課程としている。
- 前期課程は旧・羽島市立桑原小学校、後期課程は旧・羽島市立桑原中学校の校舎にて行われている。

## 通学区域
- 通学区域は桑原町全域である[1]。

## 沿革
- 2016年（平成28年）9月27日 - 設立準備委員会が発足。
- 2017年（平成29年）
  - 4月1日 - 羽島市立桑原小学校と羽島市立桑原中学校を統合し、羽島市立桑原学園として開校。
  - 4月x日 - 桑原学園開校式挙行。進級式（中学校入学式相当）と開校式・第1回入学式挙行。
  - 9月 - 校章デザイン公募。
- 2018年（平成30年）1月 - 新しい校章制定（在校生のデザイン案をもとにして作成）。
- 2019年（平成31年・令和元年）
  - 4月 - 学校運営協議会において学園歌の歌詞原案作成。
  - 7月 - 学園歌歌詞を学校運営協議会として決定。
  - 9月 - 学園歌作曲完成。
- 2020年（令和2年）2月 - 学園歌披露の会開催。

## 交通アクセス
- 羽島市コミュニティバス中・はしまわる線、温泉・はしまわる線「大須南」バス停より徒歩約5分。